# Eugénie-les-Bains
Eugénie-les-Bains ist eine französische Gemeinde mit 486 Einwohnern (Stand 1. Januar 2022) im Département Landes in der Region Nouvelle-Aquitaine (vor 2016: Aquitanien). Sie gehört zum Arrondissement Mont-de-Marsan und zum Kanton Adour Armagnac.
Der ursprüngliche Name der Gemeinde kommt aus dem okzitanischen Wort Las Aigas (deutsch die Wasser) und weist auf die Thermalquellen der Gemeinde hin. Der heutige Name erinnert an die französische Kaiserin Eugénie, die mit ihren Besuchen den Aufschwung bei der Entwicklung der Gemeinde zum Thermalbad gab.
Die Einwohner werden Eugénois und Eugénoises genannt.

## Geographie
Eugénie-les-Bains liegt circa 25 Kilometer südöstlich von Mont-de-Marsan unweit von Aire-sur-l’Adour im Landstrich des Tursan der Gascogne am südöstlichen Rand des Départements.
Umgeben wird Eugénie-les-Bains von den Nachbargemeinden:
|                | Classun                                     |                |
|                | Kompassrose, die auf Nachbargemeinden zeigt | Duhort-Bachen  |
| Saint-Loubouer |                                             | Bahus-Soubiran |

Die Gemeinde Eugénie-les-Bains liegt im Einzugsgebiet des Flusses Adour. Einer seiner Nebenflüsse, der Bahus, sowie dessen Zufluss, der Baziou, durchqueren das Gebiet der Gemeinde.

## Geschichte

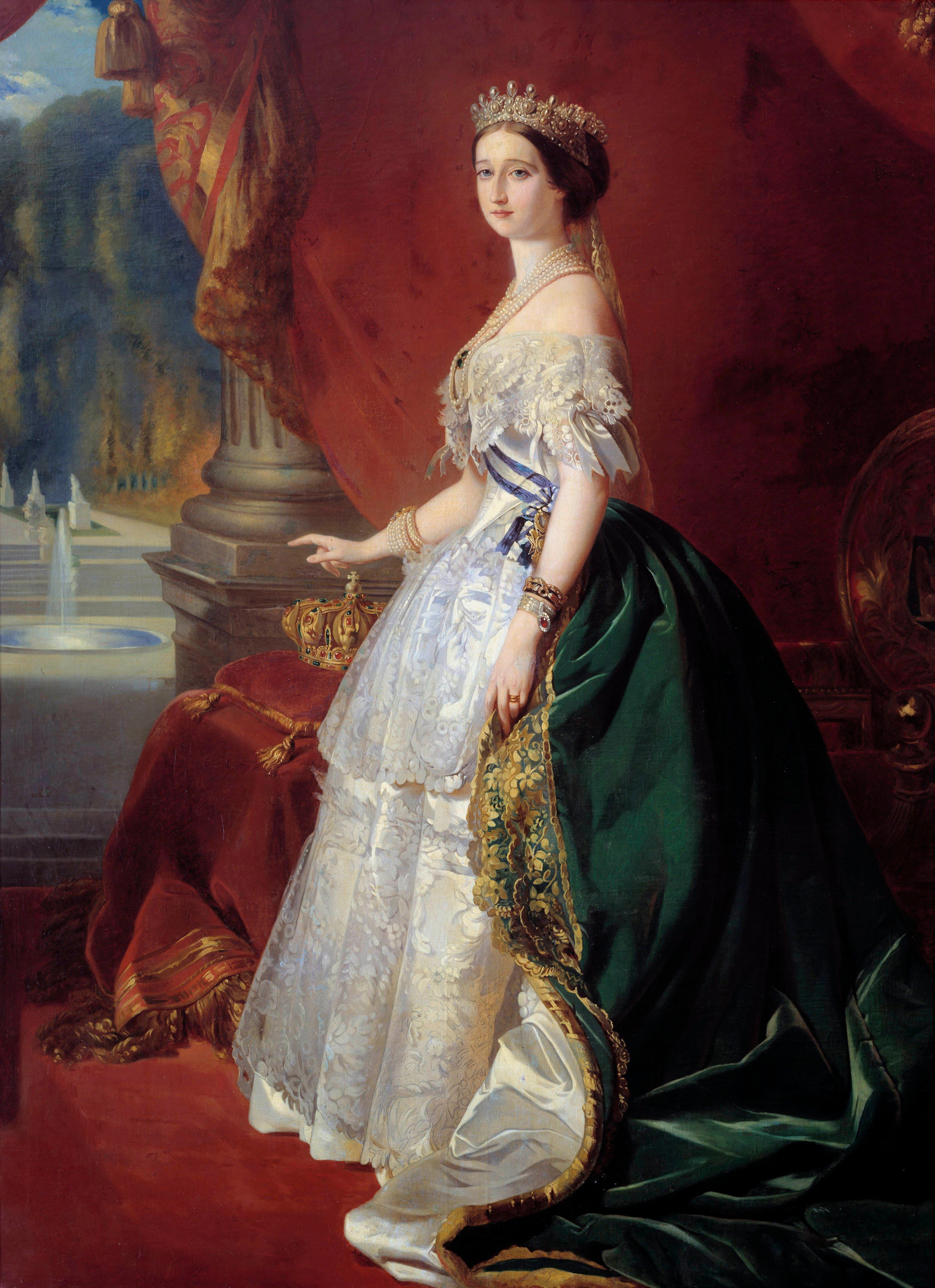
Eugénie de Montijo (1826–1920)

Die Wirksamkeit des Wassers in Eugénie-les-Bains, das reich an Schwefel, Sulfaten und Magnesium ist, war bereits den Römern bekannt und von Michel de Montaigne und Heinrich IV. geschätzt. Die Begeisterung der französischen Kaiserin Eugénie über das „Wasser von Saint-Loubouer“ führte 1861 zur Gründung der eigenen Gemeinde Eugénie-les-Bains. Ein Thermalbad wurde errichtet, und der erste Bürgermeister Dubalen ließ eine Kirche errichten und einen Friedhof und die notwendigen Straßen anlegen. Nach dem Zweiten Weltkrieg erfuhren die Aktivitäten einen gewissen Rückgang bis zum Bau eines neuen Thermalbads im Jahre 1966. Das Thermalbad ist heute eines der bekanntesten in Frankreich. Sein Wasser aus zwei Quellen hilft bei Störung von Harnwege- und Darmfunktionen, Rheuma und Arthrose. Die diuretischen und entgiftenden Eigenschaften des Wassers helfen bei der Regulierung des Stoffwechsels, bei Gewichtsverlust und Cellulite. Die Gemeinde profitierte auch vom Renommee des Restaurants Les Prés d’Eugénie von Michel Guérard, das bis heute jährlich mit der höchsten Auszeichnung von drei Sternen vom Guide Michelin ausgezeichnet wird. Michel Guérard gilt als der Erfinder der Nouvelle Cuisine.
Eugénie-les-Bains besaß einen Bahnhof an der Eisenbahnlinie der Compagnie des Tramways à Vapeur de la Chalosse et du Béarn, die Aire-sur-l’Adour mit Amou verband und 1909 eröffnet wurde. In den 1930er Jahren wurde zuerst die Beförderung von Personen, später der Güterverkehr aufgrund fehlender Wirtschaftlichkeit eingestellt.

### Einwohnerentwicklung
Nach einem Niveau der Einwohnerzahl von rund 610 nach der Gründung der Gemeinde reduzierte sich die Zahl bei mehreren kurzen Erholungsphasen bis zu den 1970er Jahren auf rund 400 Einwohner. Es folgte eine Wachstumsperiode bis zur Jahrtausendwende auf über 500 Einwohner, die in der Folge auf eine heutige Größe von rund 450 Einwohnern stagnierte.
| Jahr                       | 1962 | 1968 | 1975 | 1982 | 1990 | 1999 | 2010 | 2021 |
| -------------------------- | ---- | ---- | ---- | ---- | ---- | ---- | ---- | ---- |
| Einwohner                  | 439  | 452  | 392  | 408  | 467  | 507  | 448  | 473  |
| Quellen: Cassini und INSEE |      |      |      |      |      |      |      |      |

## Sehenswürdigkeiten

### PfarrkircheSainte-Eugénie

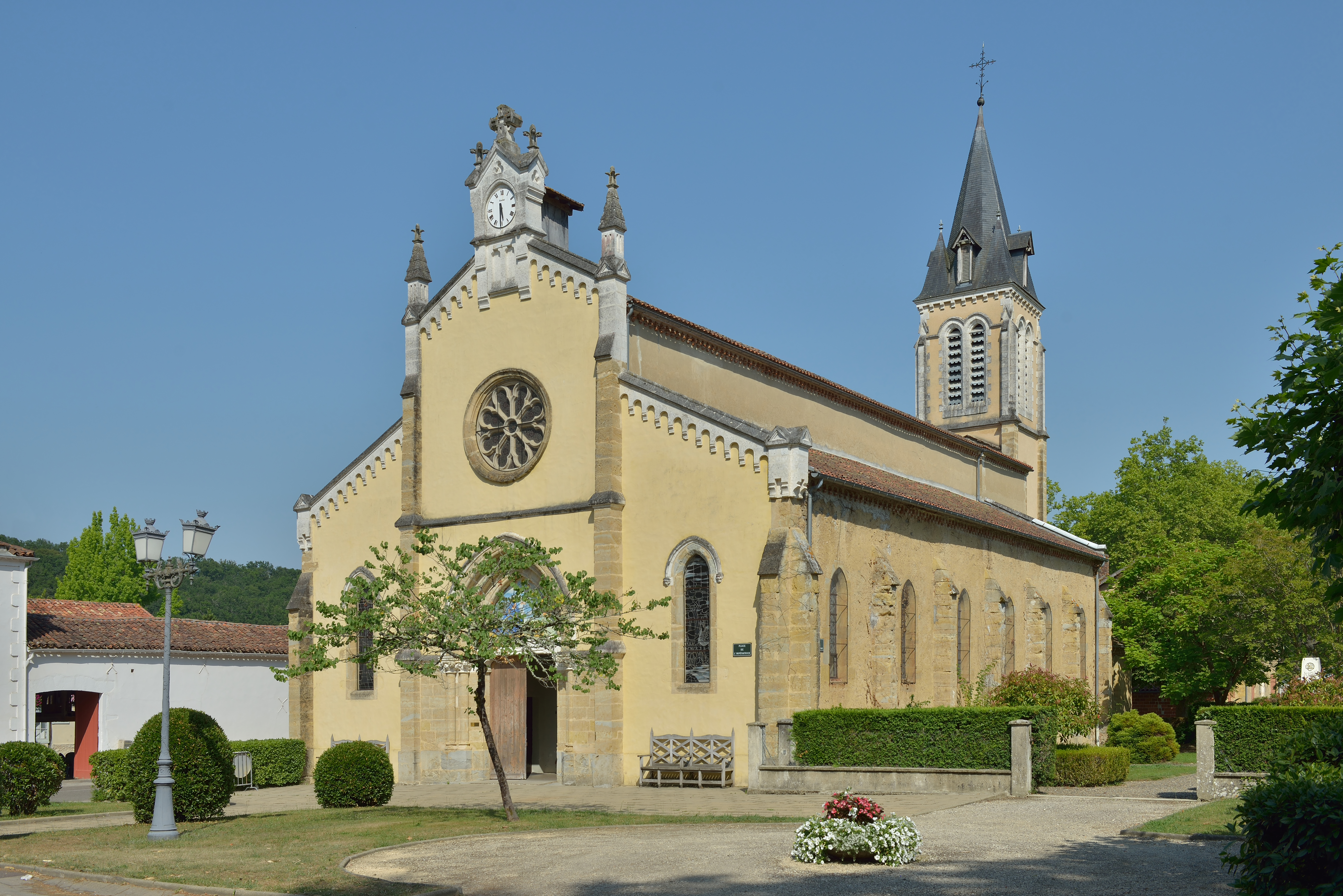
Pfarrkirche Sainte-Eugénie

Die neugotische Kirche wurde im Jahre 1869 nach Plänen des Architekten Dupouy errichtet. Ihr Langhaus mit drei Kirchenschiffen wird mit einem flach abgeschlossenen Chor verlängert, der von Nebenräumen flankiert wird. An die Ostwand der Apsis ist der Glockenturm gebaut mit seinen rundbogenförmigen Zwillingsfenstern und seinem mit Schiefer gedeckten, polygonalen Helm. Die Westfassade hingegen ist durch das Eingangsportal unterbrochen, das als Spitzbogen mit Archivolten ausgestaltet ist. Die Fassade wird außerdem durch eine große Fensterrose, Fialen und eine Uhr verschönert. Die Seitenschiffe werden durch spitzbogenförmige Fenster an der Nord- und Südseite und durch ein spitzbogenförmiges, mit weißen Steinen betontes Fenster an der westlichen Fassade mit Licht versorgt.

## Wirtschaft und Infrastruktur
Neben den Betrieben rund um die Thermalquellen, die die wirtschaftliche Haupteinnahmequellen bilden, besitzt die Gemeinde auch einen renommierten Weinbau.
Eugénie-les-Bains liegt in der Zone AOC des Weinbaugebiets Tursan.

### Bildung
Die Gemeinde verfügt über eine öffentliche Vor- und Grundschule mit 151 Schülerinnen und Schülern im Schuljahr 2017/2018.

### Sport und Freizeit

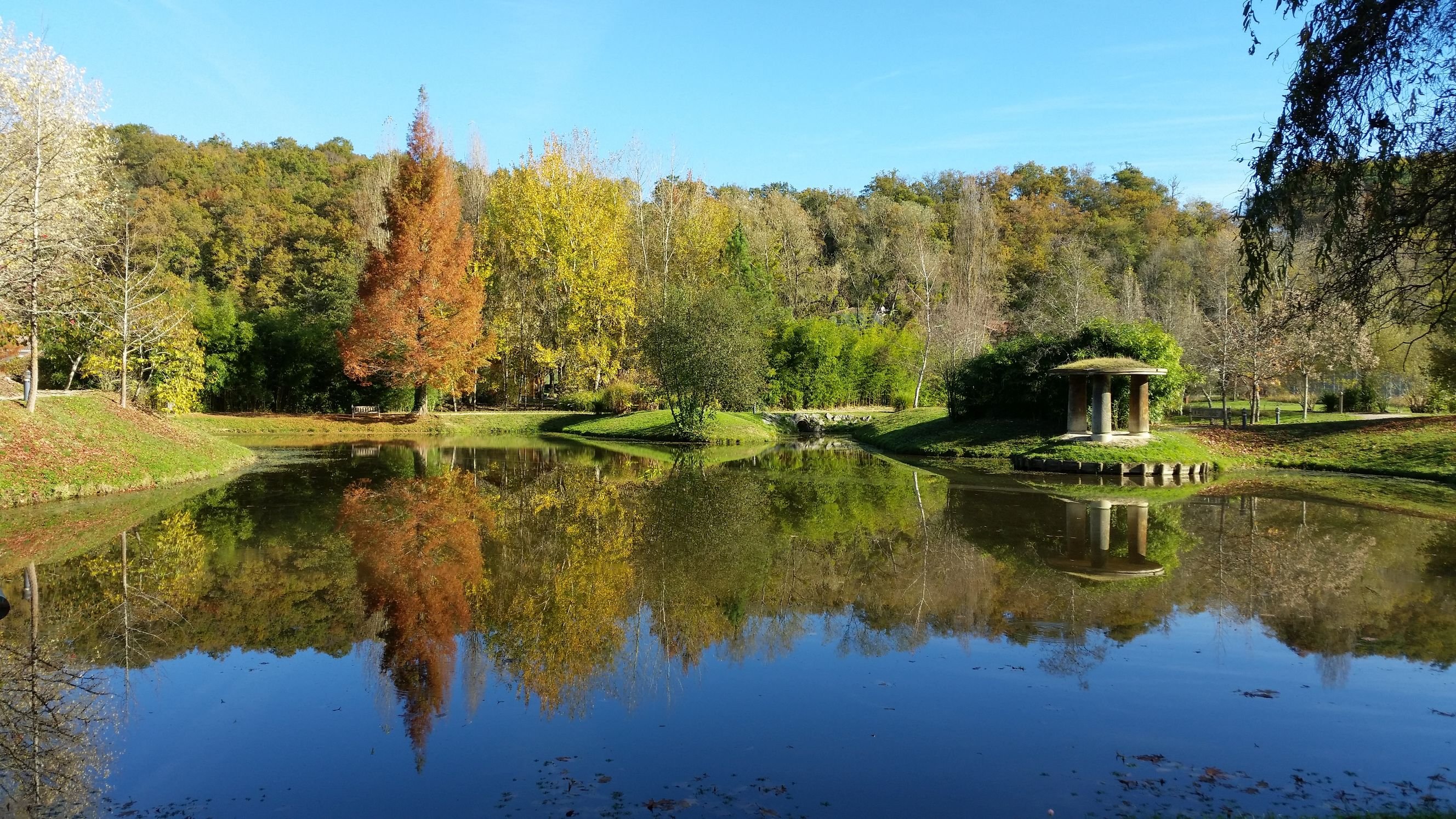
Kleiner See im Zentrum von Eugénie-les-Bains

- Ein Rundweg mit einer Länge von 8 km führt ohne Höhenunterschied vom Zentrum durch das Gebiet der Gemeinde.[11]

- Ein weiterer Rundweg mit einer Länge von 15,1 km führt ohne Höhenunterschied vom Zentrum durch das Tal des Bahus auf dem Gebiet der Gemeinde.[12]

### Verkehr
Eugénie-les-Bains ist erreichbar über die Routes départementales 11, 25, 65, 68 und 451.

## Persönlichkeiten

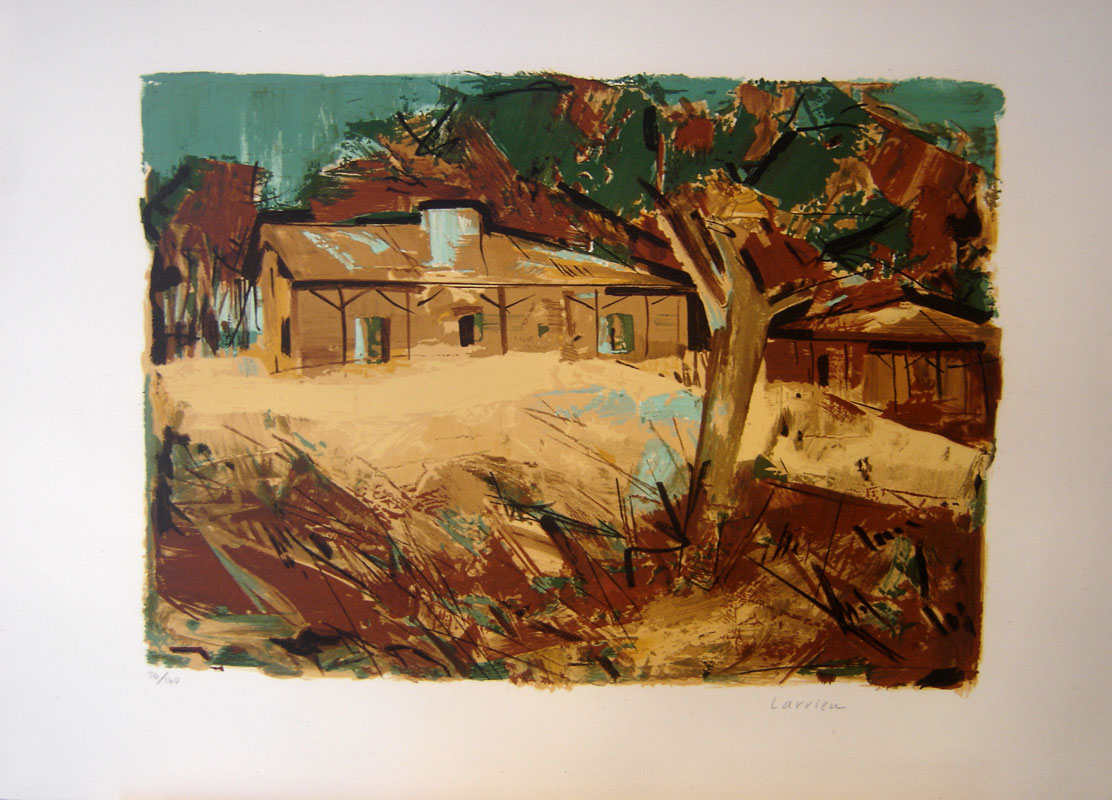
Lithografie von Gaston Larrieu

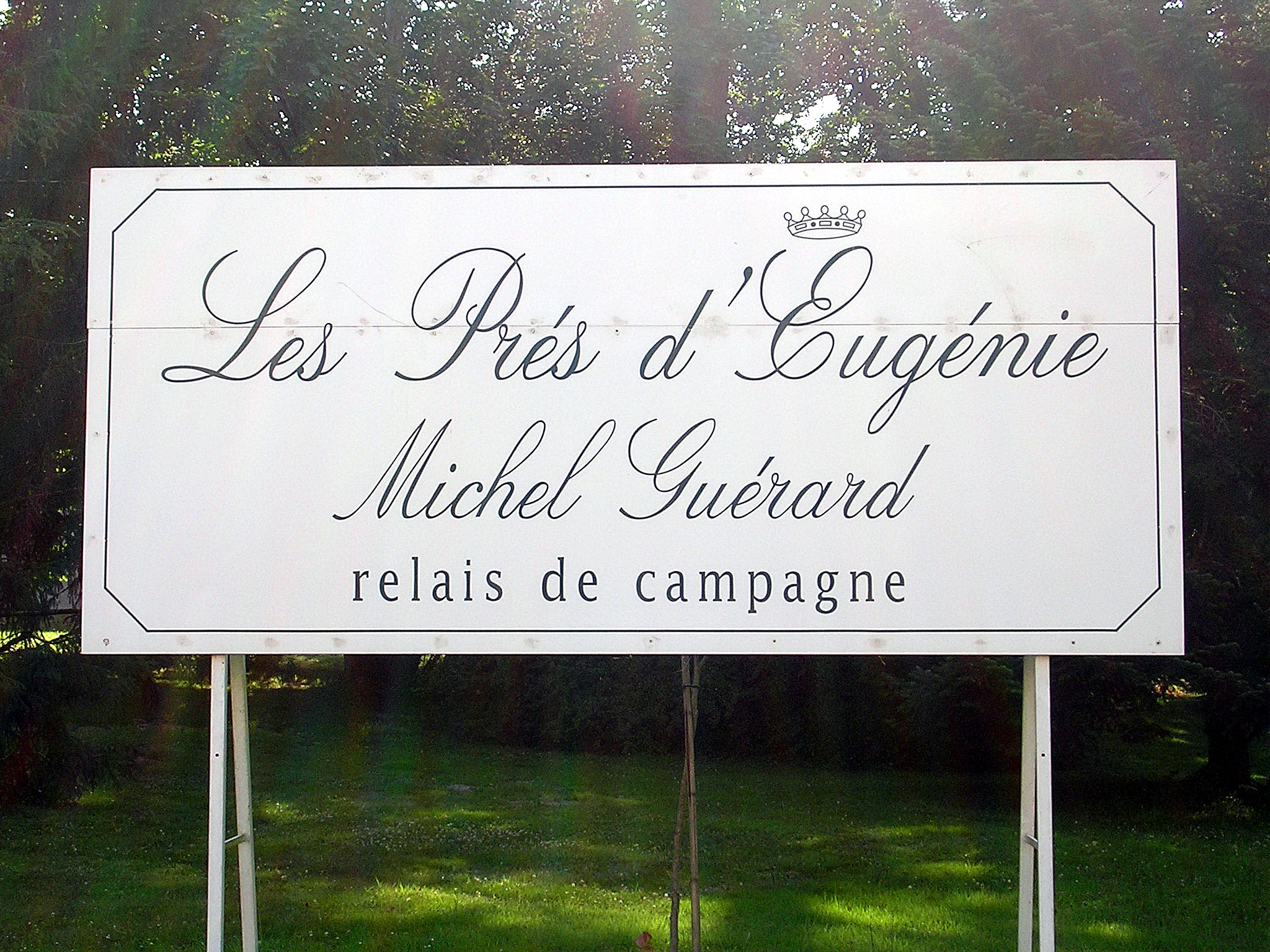
Schild des Hotels Les Prés d’Eugénie

- Kaiserin Eugénie de Montijo, Ehefrau von Napoleon III., geboren am 5. Mai 1826 in Granada, gestorben am 11. Juli 1920 in Madrid.

- Gaston Larrieu, geboren am 9. Dezember 1908 in Eugénie-les-Bains, gestorben am 5. Dezember 1983 in Saint-Paul-lès-Dax, war Maler, der sich in seinen Werken den Landschaften der Landes, der Bretagne, Spaniens und Italiens widmete.

- René Vielle, Mitglied des Netzwerks von Maurice Buckmaster der Résistance im Zweiten Weltkrieg. Er starb in der Nacht vom 12. auf den 13. Juni 1944 als Anführer einer Gruppe Maquisards in der Nähe von Grenade-sur-l’Adour bei einem Gefecht mit deutschen Truppen. Er wurde in Eugénie-les-Bains beigesetzt. Die Hauptstraße der Gemeinde trägt seinen Namen.

- Michel Guérard, geboren am 27. März 1933 in Vétheuil im Département Val-d’Oise, eröffnete 1974 das Hotel Les Prés d’Eugénie in Eugénie-les-Bains. Gérald Passédat und Alain Ducasse, beide Drei-Sterne-Köche, lernten bei Michel Guérard in Eugénie-les-Bains ihre Kochkunst. Das Prés d’Eugénie sei „eines der besten Restaurants der Welt, die Pilgerstätte aller Gourmets, das Lourdes der Lukulliker“, schrieb Niklas Maak nach einem Besuch.[13]